# 671
671 (DCLXXI) var ett normalår som började en onsdag i den julianska kalendern.

## Händelser

### Juni
- 10 juni – Ett vattenur placeras i Japans huvudstad.[1]

### Okänt datum
- Kinesiska buddhistpilgrimen I-Ching besöker det delvis buddhistiska kungariket Srivijayas huvudstad Palembang (nuvarande Indonesien), och stannar i sex månader för att studera Sanskritgrammatik. Han rapporterar att över 1 000 buddhistiska munkar bor där.
- Silla tar kontroll över den tidigare huvudstaden Baekje i Sabi(en) från Tangs Generalprotektoratet för pacifiering av östern.

## Födda
- Chilperik II, frankisk kung av Neustrien och Burgund 715–719 samt av Frankerriket 719–721 (född omkring detta eller föregående år)

## Avlidna
- Grimuald, kung av langobarderna

### Fotnoter
1. ↑  ”Why is June 10 known as Time Memorial Day?”. Seiko Institute of Horology. Arkiverad från originalet den 12 februari 2012. https://web.archive.org/web/20120212021925/http://www.seiko.co.jp/en/horology/knowledge/index.html. Läst 17 april 2012.